# Tiro alla fune ai Giochi della IV Olimpiade
Ai Giochi della IV Olimpiade fu assegnato un titolo nel tiro alla fune.

## Descrizione
All'inizio del XX secolo il tiro alla fune era ancora considerato parte dell'atletica leggera. Tre delle cinque squadre partecipanti al torneo erano rappresentative di forze di polizia.
Eliminatorie e finale si svolsero a Londra nel White City Stadium il 17 luglio ed il 18 luglio 1908.

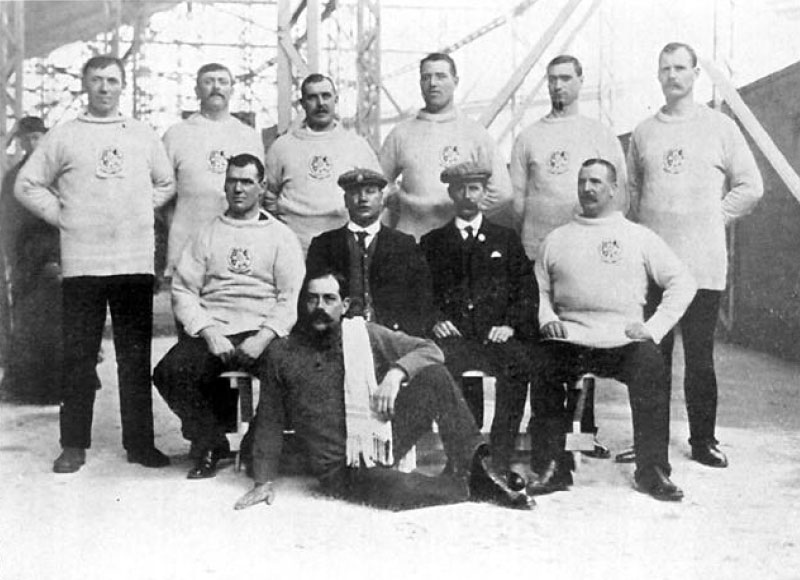
La squadra di tiro alla fune della City of London Police

L'unico incontro dei quarti di finale (le altre squadre passarono direttamente il turno) fu quello fra la Liverpool Police e gli Stati Uniti (della squadra facevano parte, tra gli altri, Ralph Rose e John Flanagan, medaglie d'oro nel getto del peso e del tiro del giavellotto). I poliziotti di Liverpool passarono alla finale ma scatenarono le proteste della squadra statunitense, indossavano infatti delle scarpe chiodate. La giuria (composta di soli britannici) ritenne nulle le proteste in quanto le scarpe chiodate facevano parte dell'abbigliamento d'ordinanza ed erano quindi ammesse dal regolamento e gli americani ritirarono la squadra.
Dopo una delle due semifinali la squadra svedese, anch'essa sconfitta dalla Liverpool Police, rinunciò all'incontro per il terzo e quarto posto, la medaglia di bronzo andò quindi alla sezione K della Metropolitan Police Service di Londra. In finale la City of London Police sconfisse la polizia di Liverpool.

## Partecipanti
| Squadre partecipanti | | | | |
| London City Police | Liverpool Police Team                                                                                                   | K Division Metropolitan Police Team                                                                                 | Svezia | Stati Uniti                                                                                             |
| Edmond Barrett Frederick Goodfellow Frederick Humphreys William Hirons Albert Ireton Frederick Merriman Edwin Mills James Shepherd | James Clarke Thomas Butler William Greggan Alexander Kidd Daniel Lowey Patrick Philbin George Smith Thomas Swindlehurst | Walter Chaffe Joseph Dowler Ernest Ebbage Thomas Homewood Alexander Munro William Slade Walter Tammas James Woodget | Albrekt Almqvist Frans Fast Carl-Emil Johansson Emil Johansson Knut Johansson Karl Krook Karl-Gustaf Nilsson Hjalmar Wollgarth | Wilbur Burroughs Wesley Coe Arthur Dearborn John Flanagan Bill Horr Matt McGrath Ralph Rose Lee Talbott |

## Risultati delle gare

### Quarti di finale
Germania e Grecia pareggiano, portando il numero delle squadre in gara da sette a cinque, la Svezia e le due squadre britanniche sono ammesse d'ufficio ai quarti di finale.
L'unico match disputato è quello tra il team di Liverpool e gli Stati Uniti.
In Gran Bretagna il tiro alla fune è una disciplina popolare e gli atleti di casa si sono preparati bene. Gli Stati Uniti invece non hanno una lunga tradizione. Nonostante ciò hanno messo in campo alcuni tra i loro atleti più forti, tra cui Ralph Rose, pluriprimatista mondiale di getto del peso, e John Flanagan, pluriprimatista mondiale del lancio del martello.
Gli americani vengono messi di fronte a una squadra di otto poliziotti di Liverpool. Osservandoli, il capo squadra USA nota che indossano scarponi così pesanti che fanno fatica a sollevare i piedi. Ed il regolamento proibisce, oltre ai chiodi di metallo, anche scarponi "truccati". Comunque gli americani decidono di scendere in gara.
Appena il giudice urla il "via!" gli inglesi con una sola tirata fanno oltrepassare la linea agli avversari che cadono l'uno sull'altro tra le risate del pubblico.
Gli americani presentano immediatamente una protesta formale in cui accusano gli avversari di indossare scarponi non regolamentari. La protesta viene rigettata; gli atleti USA abbandonano il campo di gara per protesta.
| Data             | Squadra1            | Squadra2    | Punteggio |
| (17 luglio 1908) | Liverpool Pool Team | Stati Uniti | 1 - 0     |

### Semifinali
La squadra di Liverpool sconfigge nuovamente un avversario straniero, la Svezia. Nell'altra semifinale si assiste allo scontro in famiglia tra due squadre di poliziotti di Londra.
| Data             | Squadra1            | Squadra2                            | Punteggio |
| (17 luglio 1908) | Liverpool Pool Team | Svezia                              | 2 - 0     |
| (17 luglio 1908) | London City Police  | K Division Metropolitan Police Team | 2 - 0     |

### Finali
La squadra svedese non si presenta in campo, nella finale per il 3º/4º posto, pertanto la vittoria va d'ufficio agli atleti di casa.
| Data             | Squadra1                            | Squadra2              | Punteggio |
| (18 luglio 1908) | K Division Metropolitan Police Team | Svezia                | ritiro    |
| (18 luglio 1908) | London City Police                  | Liverpool Police Team | 2 - 0     |

## Classifica finale
| Posizione | Squadra                             | Paese       |
| --------- | ----------------------------------- | ----------- |
|           | London City Police                  | Regno Unito |
|           | Liverpool Police Team               | Regno Unito |
|           | K Division Metropolitan Police Team | Regno Unito |
| 4         | Svezia                              | Svezia      |
| 5         | Stati Uniti                         | Stati Uniti |